# Palau Gil de Frederic
El Palau Gil de Frederic és un edifici de Tortosa (Baix Ebre) protegit com a bé cultural d'interès local.

## Descripció
És un casal situat a l'extrem del carrer Gil de Federic, amb façana també a la plaça de Montserrat. Consta de planta, entresòl, dos pisos i golfes (una part dels baixos està ocupada per un comerç d'alimentació). L'accés principal és en forma de gran porta d'arc escarser de pedra que dona pas a l'entrada, ocupada per la porteria i una escala gran que puja recta fins a l'entresòl, fent-se aleshores més estreta i prenent estructura de trams o catalana. Els sostres són de bigues de fusta i revoltons. La façana es troba arrebossada simulant carreus encoixinats, remarcant els angles i els emmarcaments de portes i finestres. Aquestes s'obren a balcons, de ferro i manisa fent dibuix de rombes a la base. El ràfec és poc remarcat realitzat amb rajola sense vidriar. L'arrebossat de la façana principal sembla de principis de segle xx. Sobre la porta principal hi ha una placa commemorativa, indicant que a la casa hi va néixer Gil de Federich, col·locada per l'Ajuntament el 1904.

## Història
El palau pertanyia a la família Gil de Federich, que també tenia residència a Benissanet i que conservà el cognom fins a mitjan segle xix. Un dels membres d'aquesta família, escrivà de Benissanet, fou qui autoritzà el 1623 el document de la repoblació de Miravet. El membre més destacat, però, fou el beat Francesc Gil de Federich i de Sans, que va néixer el 1702 i als 15 anys ingressà a l'orde dominicana. El 1727 fou ordenat sacerdot i el 1929 partí com a missioner a Oceania. El 1736 fou enviat a la Xina, on fou empresonat durant 8 anys i decapitat el 22 de gener de 1745. El 20 de maig de 1906 fou beatificat per Pius X.